# 사이가와촌
사이가와촌(犀川村)은 이시카와현 이시카와군에 설치되었던 촌이다. 현재의 가나자와시에 해당한다.